# Nazri Mohammad
Nazri Mohammad (* um 1960) ist ein afghanischer Warlord und Politiker.

## Leben
Nazri Mohammad war ein Kommandant der Nordallianz und kämpfte in der Zeit des Afghanischen Bürgerkriegs (1989–2001) unter Ahmed Schah Massud gegen die Taliban.
Seit dem Krieg in Afghanistan seit 2001 agierte er eigenständig und brachte wichtige Schmuggelrouten unter seine Gewalt und beteiligte sich am Drogen- und Waffenschmuggel. Seine Einheiten galten als sehr brutal.
Ab 2004 bildeten seine Truppen den äußeren afghanischen Schutzring für das Feldlager der Bundeswehr in Badakhshan.
Nazri Mohammad galt als Protegé des 2014 gestorbenen ehemaligen Verteidigungsministers und Vizepräsidenten Mohammed Qasim Fahim.
Er war (Dezember 2011) Bürgermeister von Faizabad.